# Rudimir Rudolf Roter
Rudimir Rudolf Roter (Potomje, 7. ožujka 1897. – Dubrovnik, 23. listopada 1959.) je bio hrvatski novinar i Pravednik među narodima.

## Životopis
Bio je stolar u Potomju, malom mjestu na poluotoku Pelješcu, dans u sklopu općine Orebić. S novinarstvom je došao u dodir na neobičan način. U seoskoj je prodavaonici umotavajući čavle u novinski papir pročitao kako se može dopisno obrazovati. Pokazao se iznimno bistrim učenikom. U samo dvije godine završio je realnu gimnaziju u Splitu, a potom i Filozofski fakultet u Zagrebu.
Naučio je talijanski te djelimice i francuski jezik. Potom je naučio daktilografiju te se je posvetio kulturnim pitanjima u novinarstvu. Za stalno se je zaposlio 15. studenoga 1928. u sarajevskom listu Večernjoj pošti. Pisao je i za sarajevski Jugoslavenski list te za Tipografijine listove iz Zagreba. Dne 1. siječnja 1929. primljen je i u Novinarsko društvo.
U Sarajevu je dočekao Drugi svjetski rat. Svjesno se izložio opasnosti zbog svoje kolegijalnosti i ljudskosti te sebe, svoju obitelj, obitelj kolege Židova novinara Abrahama Koena i samog Koena preselio u svoje rodno Potomje. Ondje ih je skrivao. To što je učinio nije bilo bezopasno, jer je tako izložio i sebe i svoje i svoje sumještane. Koena je skrivao do talijanskog čišćenja terena 1942. godine. Tad su talijanske postrojbe ubijale, pljačkale, odvodile u logore. Koen je izbjegao Talijanima, ali je dospio u logor na Rabu, no četnici su ga zaklali 1944. godine.
Roter je uspio ostati živ u ratu. Od 2. siječnja 1949. godine bio je urednikom kulturnog programa Radio Dubrovnika. Radio je pri Crvenom križu, Turističkom savezu te na Dubrovačkim ljetnim igrama. Autor je dviju brošurica.
Jedna njegova kćer, Jasenka Roter-Petrović, svjetski je poznata pijanistica.
Židovi koje je spasio nisu mu zaboravili njegovo dobro djelo. Yad Vashem ga je 2004. stavio na popis Pravednika među narodima. Tako je Roter je bio prvi novinar Pravednik među narodima od svih hrvatskih, a pretpostavlja se i europskih novinara.

## Vanjske poveznice
- Slobodna Dalmacija.hr – Ahmet Kalajdžić: »Roter – Pravednik među narodima«
- Sveučilište u Dubrovniku – Đorđe Obradović (ur.): »Djelo novinara Rudimira Rotera«  Arhivirana inačica izvorne stranice od 26. listopada 2013. (Wayback Machine)